# Rue du Baudet
 (février 2024).

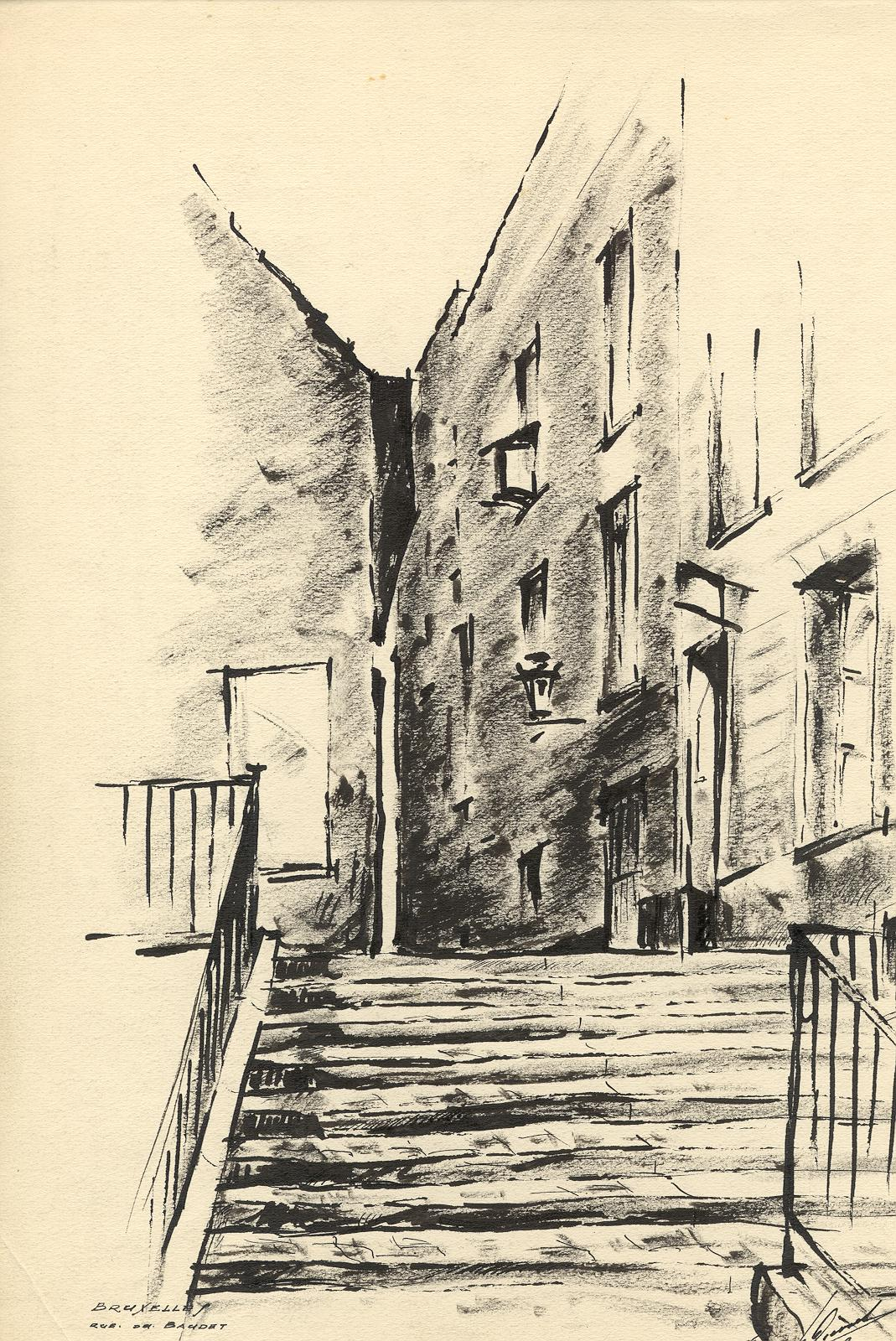
La rue du Baudet à Bruxelles telle qu'elle était en 1939 (Dessin à l'encre de Chine par Léon van Dievoet).

La rue du Baudet, située à Bruxelles, commence rue de Namur et finit rue du Pépin.
Contrairement à d'autres ruelles bruxelloises, elle a conservé un certain charme ; le fait qu'elle se termine par un étrange escalier de pierre-bleue fort pittoresque n'y est pas étranger.
Située dans un quartier de bars et de cinémas qui n'a pas encore perdu toute animation nocturne, elle reste connue des noctambules en mal de romantisme ou de discrétion.